# Opilioacarus segmentatus
Opilioacarus segmentatus är en spindeldjursart som beskrevs av With 1902. Opilioacarus segmentatus ingår i släktet Opilioacarus och familjen Opilioacaridae. Inga underarter finns listade i Catalogue of Life.